# Горі
Горі (груз. გორი) — місто в мхаре Шида-Картлі, Грузія, центр муніципалітету. Населення 48143 мешканців (2014). Місто розташоване в місці злиття річок Ліахві і Кури (Мткварі), за 76 км від Тбілісі і за 33 км від Цхінвалі. Є залізнична станція.

## Клімат
| Клімат Ґорі             | Клімат Ґорі | Клімат Ґорі | Клімат Ґорі | Клімат Ґорі | Клімат Ґорі | Клімат Ґорі | Клімат Ґорі | Клімат Ґорі | Клімат Ґорі | Клімат Ґорі | Клімат Ґорі | Клімат Ґорі | Клімат Ґорі |
| Показник                | Січ.        | Лют.        | Бер.        | Квіт.       | Трав.       | Черв.       | Лип.        | Серп.       | Вер.        | Жовт.       | Лист.       | Груд.       |             |
| Середній максимум, °C   | 3,4         | 5,1         | 9,7         | 16,3        | 21,6        | 25,0        | 27,5        | 27,6        | 23,3        | 17,6        | 10,5        | 5,4         |             |
| Середня температура, °C | −1          | 0,4         | 4,6         | 10,2        | 15,3        | 18,8        | 21,4        | 21,4        | 17,1        | 11,8        | 5,8         | 1,1         |             |
| Середній мінімум, °C    | −5,4        | −4,2        | −0,5        | 4,1         | 9,1         | 12,6        | 15,4        | 15,3        | 11,0        | 6,0         | 1,1         | −3,1        |             |
| Норма опадів, мм        | 36          | 34          | 36          | 53          | 76          | 72          | 54          | 49          | 44          | 55          | 52          | 42          |             |
| ----------------------- | ----------- | ----------- | ----------- | ----------- | ----------- | ----------- | ----------- | ----------- | ----------- | ----------- | ----------- | ----------- | ----------- |

## Історія

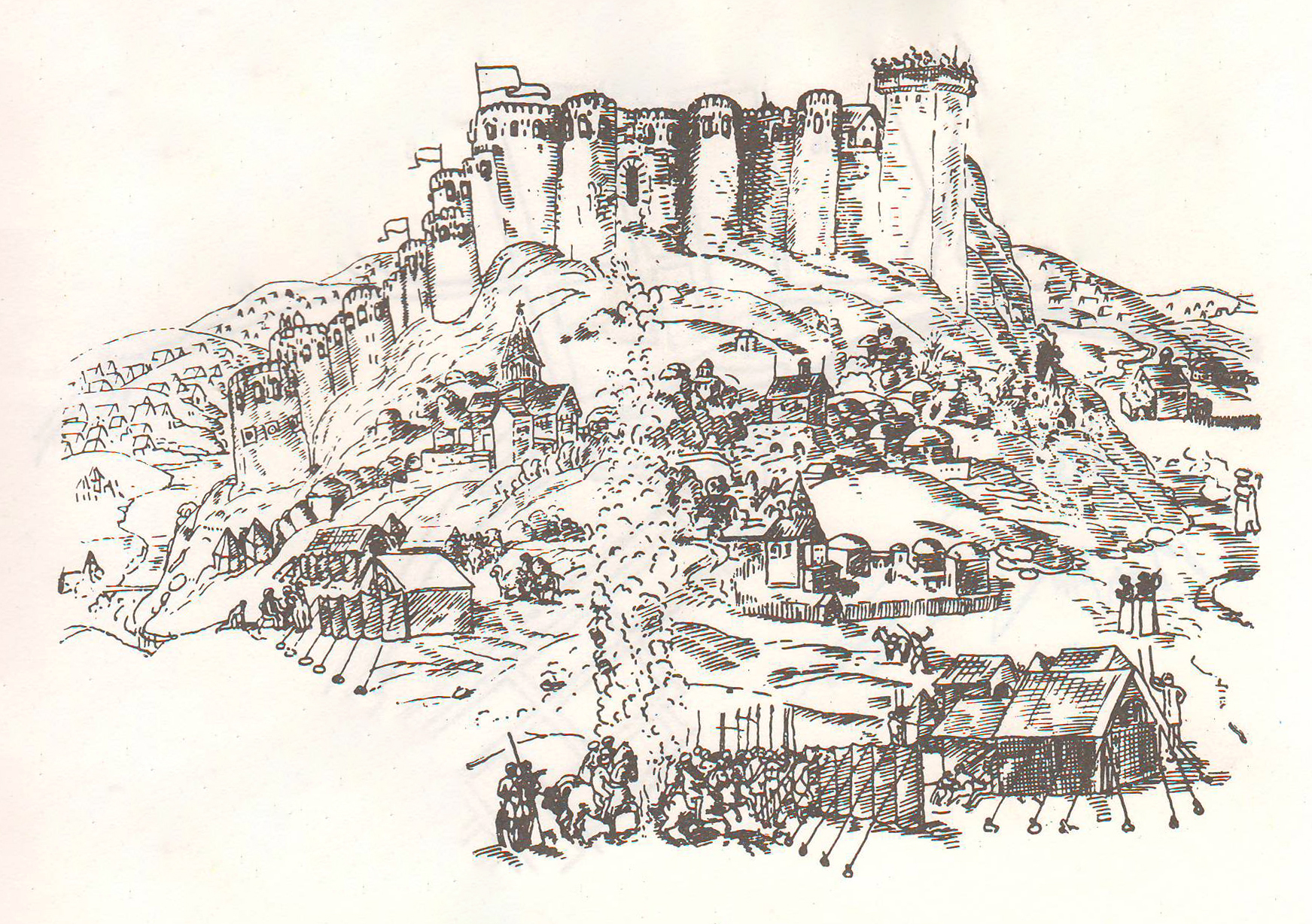
Фортеця Горі 1642 року, змальована італійським місіонером Крістофоро де Кастеллі

Місто, за середньовічними грузинськими хроніками, було засноване одним з найзначніших правителів Грузії Давидом Будівельником (1089—1125), хоча існують докази використання фортеці Горі ще в VII сторіччі. Місто є центром регіону Шида-Картлі та району Горі.
Статус міста Горі отримало 1801 року.

## Сучасність
Під час землетрусу 1920 року місто було сильно зруйноване.
Горі розташоване близько до грузинсько-осетинської зони конфлікту. Місто має залізничне сполучення з Цхінвалі, столицею невизнаної Південній Осетії. Залізниця не працює з початку 1990-х років. У 2000-х Грузія укріпила військову інфраструктуру у місті та навкруги. Центральний військовий госпіталь був переміщений з Тбілісі в Горі та переустаткований в жовтні 2006. 18 січня 2008 року друга у Грузії стандартна для НАТО військова база була урочисто відкрита в Горі. База призначена для розміщення 1-ї піхотної бригади грузинських Збройних сил.
У серпні 2008 року місто було тимчасово окуповане російськими військами.

## Населення
Станом на 1 січня 2016 року чисельність населення Горі склало 48 300 осіб, у 2014 році — 48 143 мешканців.
| 1865    | 1893    | 1897     | 1914     | 1977     | 1989     | 2002     | 2005     | 2014     | 2016     |
| ------- | ------- | -------- | -------- | -------- | -------- | -------- | -------- | -------- | -------- |
| → 5 100 | ↗ 7 243 | ↗ 10 500 | ↗ 25 700 | ↗ 54 100 | ↗ 68 924 | ↘ 49 500 | ↘ 46 680 | ↗ 48 143 | ↗ 48 300 |

## Українці в Горі
Влітку 1917 року у м. Горі засновано Українську Громаду на чолі зі Швиндиним, Солукою та Борщем чисельністю близько 100 осіб. 31 липня 1917 року вони організували театральну виставу, виручку від якої передали на Український Національний Фонд.

## Пам'ятки

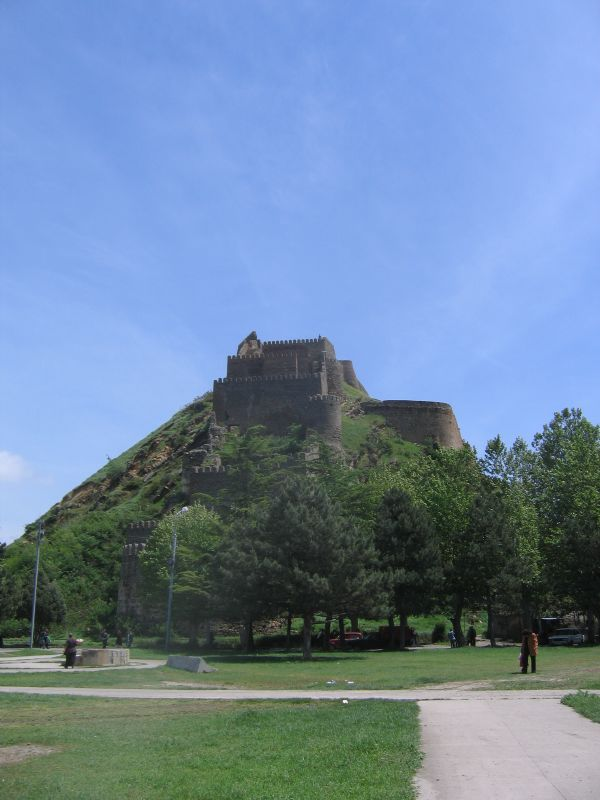
Сучасний вигляд фортеці Горі

Над містом підносяться руїни середньовічної фортеці Ґорісцихе (фортеця Горі). За 15 км на схід знаходиться городище Уплісцихе.

## Культура
У місті діє Горійський драматичний театр ім. Г. Еріставі, будинок-музей Йосипа Сталіна, історико-етнографічний музей.

## Спорт
У місті базується футбольний клуб «Діла».

## Відомі люди

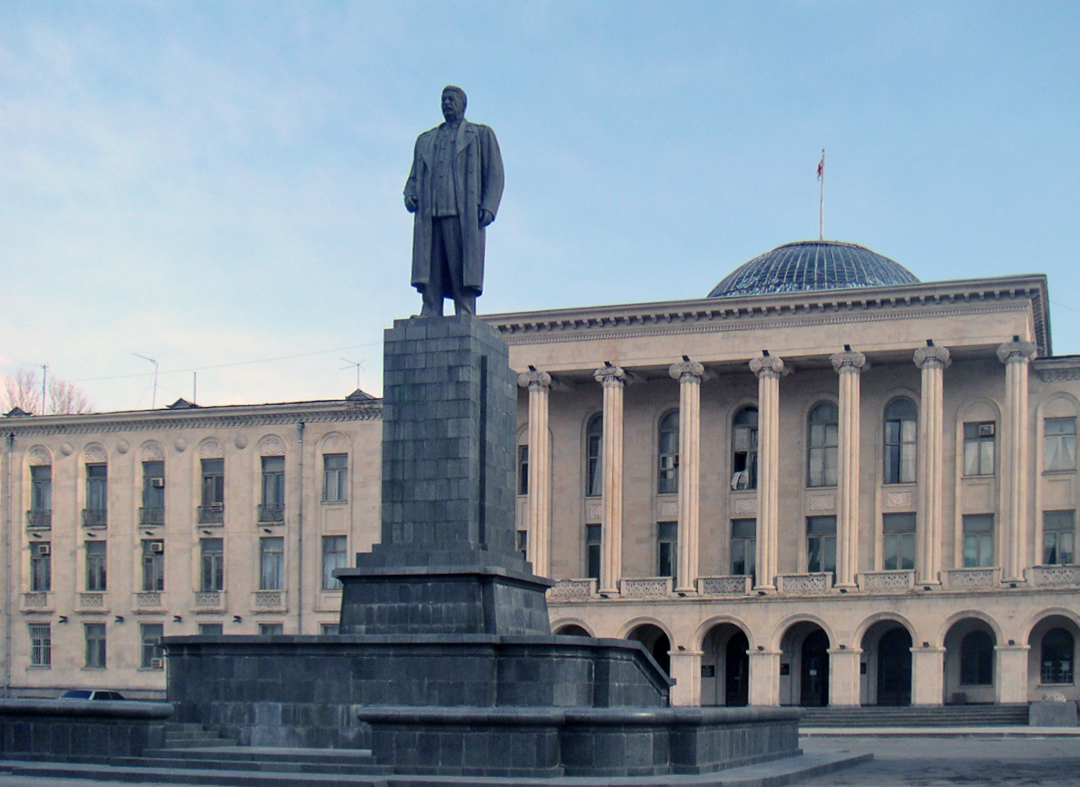
Пам'ятник Сталіну в Горі (на сьогодні демонтований)

- Жив і помер Ніко Ломоурі — грузинський письменник, перший перекладач творів Тараса Шевченка грузинською мовою.

Відомі уродженці
- Йосип Сталін
- Георгій Наморадзе
- Мераб Мамардашвілі — відомий радянський філософ
- Зазіров Заза Діанозович
- Гіоргі Гогшелідзе
- Деві Чанкотадзе
- Мураделі Вано Ілліч
- Гено Петріашвілі
- Отар Тушишвілі
- Владімер Хінчегашвілі
- Лаша Шавдатуашвілі